# Григорий Охридски
Григорий (на гръцки: Γρηγόριος) е гръцки духовник, преспански и охридски митрополит в XVIII век.

## Биография
Произхожда от селата Буковица, Кардишко и Палеокатуно, Артенско. Замонашва се в манастира „Успение Богородично“ в Буковица.
На 20 януари 1767 година е избран и по-късно е ръкоположен за митрополит на Драчката митрополия, пръв след закриването на Охридската архиепископия по-рано същия месец. Епархията му включва районите на Драч, Кавая и Елбасан, както и Демир Хисар и Охрид. В 1773 година западната част на Драчката митрополия е присъединена към архиепископията на Гора и Мокра, която е повишена в митрополия с титлата Горенска и Драчка. Източната част образува Лихнидската митрополия със седалище в Охрид, в която Григорий остава като митрополит. Около началото на 1774 година той подава оставка по финансови причини. Оттегля се на Света гора и през април същата година участва в синода в манастира Кутлумуш по въпроса с коливадите. Живее в Иверския манастир, като често се занимава с проблемите между Патриаршията и Светата община.
Умира около 1803 година.